# 淮河流域水環境與消化道腫瘤死亡圖集
《淮河流域水環境與消化道腫瘤死亡圖集》是中華人民共和國十一五国家科技支撑计划课题“淮河流域水污染与肿瘤的相关性评估研究”成果之一，由中国疾病预防控制中心、中国科学院地理科学与资源研究所和中国协和大学医学科学院基础医学研究所于联合出版的關於淮河流域水污染與腫瘤相關性研究的圖集，主編為中國協和醫科大學基礎醫學研究院楊功煥教授和中科院資源環境科學數據中心主任莊大方，其数字版已于2013年6月由中國地圖出版社出版发行。
2004年，媒体大量报道了淮河一带的「癌症村」和「肿瘤村」，新华社记者偶正濤所著《暗访淮河》揭示了淮河污染严重和癌症高发的状况：流域大約六成是劣五類水質，污染涉及地表地下。随后由国务院批示，中国疾控中心启动了“淮河流域重点地区人群恶性肿瘤和相关危险因素调查研究”，带头人即为该图集作者楊功煥教授。随后团队进行了八年的跟踪研究，对水污染状况和居民死因持续研究。最终调查结果「证实了癌症高发与水污染的直接关系」。
该图集由108张地图组成，包括淮河干、支流水环境变化、水污染频度时空变化以及淮河流域人群消化道肿瘤死亡率分布等内容。研究人员通过对现有监测数据进行再分析，描述了淮河流域过去30年来水环境变化和当地人群死因，标示出了污染严重的区域以及消化道肿瘤高发地区。这证实了水污染和癌症高发之间的关系。此外，CCTV《新闻调查》2013年6月1日播出「淮河癌伤」，报道了淮河流域严重污染及当地癌症村的现状，杨功焕通过图集向观众介绍了水污染与肿瘤发病率之间的关系。